# Tripedalia binata
Espèce
Tripedalia binata est une espèce de cuboméduses de la famille des Tripedaliidae.

## Répartition
Tripedalia binata se rencontre dans l'ouest du Pacifique central (Australie, Thaïlande).

## Description
Tripedalia binata mesure environ 10 mm.

## Publication originale
- (en) S. J. Moore, « A new species of cubomedusan (Cubozoa: Cnidaria) from Northern Australia », The Beagle, Musée et galerie d'art du Territoire du Nord, vol. 5, no 1,‎ 1988, p. 1-4 (ISSN 0811-3653, lire en ligne).